# 奇斯季克湖 (傑米多夫斯基區)
55°30′23″N 31°47′46″E / 55.50639°N 31.79611°E
奇斯季克湖（俄语：Чистик），是俄羅斯的湖泊，位於該國西部斯摩棱斯克州，由傑米多夫斯基區負責管轄，面積0.54平方公里，海拔高度181.9米，平均水深4至6米，最大水深8.9米。